# Bunker (skib)
 For alternative betydninger, se Bunker (flertydig). (Se også artikler, som begynder med Bunker)
Bunker eller bunkers er i dag det mest anvendte udtryk for et skibs brændstofbeholdning (olie).
Brugt som udsagnsord betyder det at modtage brændstof ("at bunkre brændstof")
Udtrykket er baseret på gamle kulfyrede dampskibes kulkasser/ kulrum.
| Vandsport/vandtransport | Spire Denne vandsports- eller vandtransportsartikel er en spire som bør udbygges. Du er velkommen til at hjælpe Wikipedia ved at udvide den. |